# Centre d'études québécoises
Le Centre d'études québécoises de l'Université de Liège (CEQ) a été fondé en 1976 par Maurice Piron. 
D'abord centrées sur des questions de langue et de littérature, les recherches menées par le Centre ont surtout eu une fonction de comparaison entre Québec et Wallonie. 
Après Maurice Piron, le centre a connu comme président ou directeur Jacques Dubois, Jean-Marie Klinkenberg, Jean Beaufays, Jean-Pierre Bertrand, Marco Martiniello.
Le Centre d'études québécoises de Liège a contribué à la création de l'Association internationale des études québécoises, dont Jean-Marie Klinkenberg a été le vice-président européen..